# Porphyrinia popovi
Porphyrinia popovi là một loài bướm đêm trong họ Noctuidae.